# Przełom Lubrzanki
Przełom Lubrzanki este o arie protejată (sit de importanță comunitară — SCI) din Polonia întinsă pe o suprafață de 272,62 ha, integral pe uscat.

## Localizare
Centrul sitului Przełom Lubrzanki este situat la coordonatele 50°54′09″N 20°47′30″E / 50.9026°N 20.7916°E.

## Înființare
Situl Przełom Lubrzanki a fost declarat sit de importanță comunitară în octombrie 2009 pentru a proteja 8 specii de animale.

## Biodiversitate
Situată în ecoregiunea continentală, aria protejată conține 6 habitate naturale: Formațiuni ierboase bogate în specii de Nardus, dezvoltate pe substraturi silicioase în zone montane (și în zone submontane, în Europa continentală), Pajiști cu Molinia pe soluri calcaroase, turboase sau argilos-nămoloase (Molinion caeruleae), Fânețe de joasă altitudine (Alopecurus pratensis, Sanguisorba officinalis), Mlaștini alcaline, Păduri de stejar și carpen Galio-Carpinetum, Păduri aluvionare cu Alnus glutinosa și Fraxinus excelsior (Alno-Padion, Alnion incanae, Salicion albae).
La baza desemnării sitului se află mai multe specii protejate:
- mamifere (2): castor (Castor fiber), vidră de râu (Lutra lutra)
- nevertebrate (3): fluturele auriu (Euphydryas aurinia), fluturele purpuriu (Lycaena dispar), Unio crassus
- pești (3): Barbus carpathicus, Eudontomyzon mariae, cicar (Lampetra planeri)